# Clytini

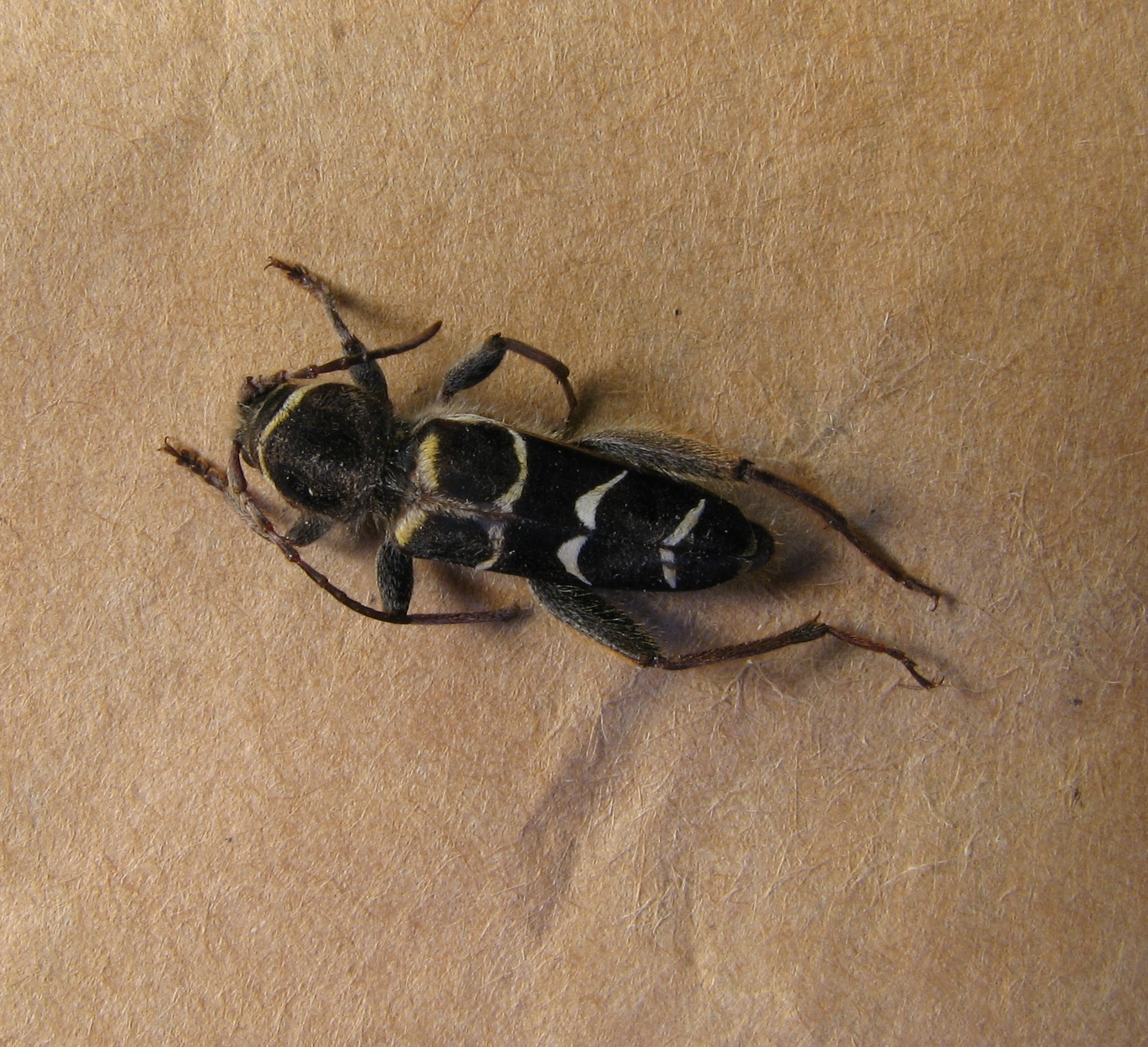
Neoclytus caprea

Los clitinos (Clytini) son una tribu de coleópteros crisomeloideos de la familia Cerambycidae. Comprende más de 60 géneros distribuidos en todos los continentes excepto la Antártida. La mayor diversidad de la tribu se encuentra en las regiones tropicales. Se llama la atención sobre todo en el género endémico de Hawái Plagithmysus Motschulsky de 1845,  que representa el 85-90% de la carcoma de Hawái. En España se denominan comúnmente escarabajos avispa.

## Géneros
Tiene los siguientes géneros:
- Abacoclytus - Acrocyrta - Amamiclytus - Anthoboscus - Borneoclytus - Brachyclytus - Calanthemis - Calloides - Carinoclytus - Chlorophorus - Clytocera - Clytoleptus - Clytopsis - Clytosaurus - Clytus - Cyrtoclytus - Demonax - Denticerus - Dexithea - Epiclytus - Euryscelis - Glycobius - Hesperoclytus - Ischnodora - Isotomus - Kazuoclytus - Laodemonax - Mecometopus - Megacheuma - Megacyllene - Mygalobas - Neoclytus - Neoplagionotus - Ochraethes - Paraplagionotus - Perissus - Placoclytus - Placosternus - Plagionotulus - Plagionotus - Plagithmysus - Plesioclytus - Pseudosphegesthes - Psilomerus - Rhabdoclytus - Rhaphuma - Rusticoclytus - Sarosesthes - Sclethrus - Sphegoclytus - Tanyochraethes - Teratoclytus - Trichoxys - Triodoclytus - Turanoclytus - Tylcus - Xylotrechus